# 細川斉樹
細川 斉樹（ほそかわ なりたつ）は、江戸時代後期の大名。肥後国熊本藩9代藩主。官位は従四位下・左近衛権少将、越中守。

## 生涯
寛政9年（1797年）1月13日、8代藩主・細川斉茲の三男として誕生した（斉茲は元は宇土藩主であったが、斉樹の出生以前に本家を継いでいる）。幼名は六之助、のち父・斉茲の1字を受けて初名の茲樹（しげたつ）を名乗っていた。長兄の立之は生家の宇土藩主家を継ぎ、次兄の斉詮は廃嫡されたため、熊本藩世子となり、文化7年（1810年）11月10日、父の隠居により家督を継ぎ、父や次兄と同じく11代将軍・徳川家斉より偏諱を授与されて斉樹と改名する（家斉は斉樹の義兄（正室・紀姫の兄）にあたる）。
藩政においては、島田嘉津次を大奉行として登用し、倹約を主とする藩財政再建を目指した。これにより一時は10万石にも及ぶ蓄えを築いたが、斉樹が文政9年（1826年）2月12日に30歳で死去し、結局、藩財政再建は失敗に終わった。死後、宇土藩主であった甥（長兄・立之の子）の立政（のち斉護と改名）が養子となって跡を継いだ。

## 系譜
子女は1男2女
- 父：細川斉茲（1755年 - 1835年）
- 母：織衛、桂秋院 - 芳沢氏
- 正室：紀姫、蓮性院 - 徳川治済の娘
- 側室：坂内氏
- 養子
  - 男子：細川斉護（1804年 - 1860年） - 細川立之の長男